# Pierre Millière
Pierre Millière, född 1 december 1811 i Saint-Jean-de-Losne på Côte d'Or, död 29 maj 1887 i Cannes, var en fransk entomolog huvudsakligen inriktad på fjärilar, Lepidoptera.

## Biografi
Millière var till yrket apotekare och köpman, och studerade Lepidoptera som hobby, men på ett mycket professionellt sätt.
Hans samlingar av storfjärilar och solmott finns i Palais Coburg i Wien. Några av hans mikrofjärilar finns på Natural History Museum, Leiden, men huvuddelen av hans av mikrofjärilssamling finns på Muséum national d'Histoire naturelle i Paris.
Millière var författare till Iconographie et description de Chenilles et Lépidoptères inédits, Paris, F. Savy, 1859-1874. 35 delar (bundna i 3 volymer).